# Saldus
Saldus (nje. Frauenburg) je latvijski grad smješteno u regiji Kurāmō na zapadu zemlje. 

## Povijest
Grad je utemeljen 1856. godine kada je odlučeno da će se na tom području osnovati trgovačko mjesto. Osim kao gospodarsko, Saldus je bio i kulturno središte regije. Status grada dobio je 1917. godine tijekom prvog svjetskog rata i njemačke okupacije.
Jedna od najstarijih građevina u mjestu je luteranska crkva sv. Ivana koja se spominje 1461. godine kao drvena crkva. Bila je nekoliko puta obnavljana te bombardirana 1942. godine tijekom drugog svjetskog rata. Posljednja obnova obavljena je između 1981. i 1982.
Ondje je 1946. osnovana glazbena a 1984. umjetnička škola. Mjesto danas ima aktivan kulturni život kojeg obilježavaju lokalni glazbenici, pjesnici, slikari i drugi umjetnici.

## Gospodarstvo
Saldus se s vremenom razvio u važan poslovni, trgovački, kulturni i obrazovni centar. Primjerice, u mjestu postoji oko 500 registriranih tvrtki koje ondje posluju i to u poslovima građevinarstva te prerade drva i hrane.

## Gradovi prijatelji
| - Paide, Estonija - Mažeikiai, Litva - Liederbach am Taunus, Njemačka - Lidingö, Švedska | - Stargard, Poljska - Sergijev Posad, Rusija - Villebon-sur-Yvette, Francuska - Sankt Andrä, Austrija |

## Poznati ljudi rođeni u Saldusu
- Johann von Besser (1654. – 1729.), njemački književnik.
- Janis Rozentāls (1866. – 1916.), latvijski slikar.
- Edgar Dunsdorfs (1904. – 2002.), latvijski povjesničar.
- Ursula Donath (1931. - danas), istočnonjemačka atletičarka.
- Māris Čaklais (1940. – 2003.), latvijski pjesnik, pisac i novinar.
- Jānis Blūms (1982. - danas), latvijski košarkaš.
- Dons (1984. - danas), latvijski pjevač.
- Ieva Lagūna (1990. - danas), latvijski top model.

## Vanjske poveznice
- Službena web stranica mjesta  Arhivirana inačica izvorne stranice od 31. srpnja 2017. (Wayback Machine)